# لیمیجیانو
لیمیجیانو (به ایتالیایی: Limigiano) یک منطقهٔ مسکونی در ایتالیا است که در بواگنا واقع شده‌است. لیمیجیانو ۵۶ نفر جمعیت دارد و ۳۳۳ متر بالاتر از سطح دریا واقع شده‌است.